# Сухой Карасук
Сухой Карасук (алт. Соок-Карасуу) — село в Чойском муниципальном районе Республики Алтай России, входит в состав Паспаульского сельского поселения.

## Этимология
Название происходит от алтайского слова «карасу» («родниковая речка», «ручей», «ключ», «река с ледниковым началом или питанием», «вода»).

## География
Расположено в одном километре на северо-восток от Карасукского перевала высотой около 700 метров, который является частью Сугульского хребта (водораздел для Чойского района). Здесь берёт начало река Паспаул.

## Инфраструктура
Электрификация отсутствует.
В 2013 году был утверждён генеральный план поселения.

## Торговля
С середины апреля до июня здесь расположена торговая площадка для продажи колбы (дикого лука).
| 2010 | 2011 | 2012 | 2013 | 2014 | 2015 | 2016 |
| ---- | ---- | ---- | ---- | ---- | ---- | ---- |
| 5    | →5   | →5   | →5   | →5   | ↘2   | ↗3   |